# Seznam vítězů mužské dvouhry na MS ve stolním tenise
Seznam vítězů mužské dvouhry na MS ve stolním tenise uvádí přehled mužů, kteří získali medaile ve dvouhře na Mistrovstvích světa ve stolním tenise.

## Mužská dvouhra
Mistrovství světa ve stolním tenisu se hraje od roku 1926 každé dva roky, do té doby každý rok s přestávkou v době druhé světové války.
V roce 2004 se od mistrovství světa oddělilo mistrovství světa družstev, které se nadále má konat v sudých letech (tj. střídavě s klasickým mistrovstvím světa jednotlivců a dvojic).
| Rok a místo         | Zlato                | Stříbro           | Bronz                               |
| ------------------- | -------------------- | ----------------- | ----------------------------------- |
| MS 1926 Londýn      | Roland Jacobi        | Zoltán Mechlovits | S. Suppiah Munio Pillinger          |
| MS 1928 Stockholm   | Zoltán Mechlovits    | László Bellak     | Paul Flussmann Alfred Liebster      |
| MS 1929 Budapešť    | Fred Perry           | Miklós Szabados   | Adrian Haydon Zoltán Mechlovits     |
| MS 1930 Berlín      | Viktor Barna         | László Bellak     | István Kelen Lajos-Leopold David    |
| MS 1931 Budapešť    | Miklós Szabados      | Viktor Barna      | Nikita Madjaroglou Ferenc Kovács    |
| MS 1932 Praha       | Viktor Barna         | Miklós Szabados   | Erwin Kohn István Boros             |
| MS 1933 Baden       | Viktor Barna         | Stanislav Kolář   | Adrian Haydon Sandor Galancz        |
| MS 1934 Paříž       | Viktor Barna         | László Bellak     | Tibor Hazi Miklós Szabados          |
| MS 1935 Londýn      | Viktor Barna         | Miklós Szabados   | Alojzy Ehrlich Erwin Kohn           |
| MS 1936 Praha       | Stanislav Kolář      | Alojzy Ehrlich    | Richard Bergmann Ferenc Soos        |
| MS 1937 Baden       | Richard Bergmann     | Alojzy Ehrlich    | Hans Hartinger Ferenc Soos          |
| MS 1938 Londýn      | Bohumil Váňa         | Richard Bergmann  | Viktor Barna Tibor Hazi             |
| MS 1939 Káhira      | Richard Bergmann     | Alojzy Ehrlich    | Bohumil Váňa Žarko Dolinar          |
| MS 1947 Paříž       | Bohumil Váňa         | Ferenc Sidó       | Louis Pagliaro Johnny Leach         |
| MS 1948 Londýn      | Richard Bergmann     | Bohumil Váňa      | Guy Amouretti Ivan Andreadis        |
| MS 1949 Stockholm   | Johnny Leach         | Bohumil Váňa      | Martin Reisman Ferenc Soos          |
| MS 1950 Budapešť    | Richard Bergmann     | Ferenc Soos       | Ivan Andreadis Ferenc Sidó          |
| MS 1951 Vídeň       | Johnny Leach         | Ivan Andreadis    | Ferenc Sidó Vaclav Tereba           |
| MS 1952 Bombaj      | Hirodži Sató         | József Koczian    | Guy Amouretti René Roothooft        |
| MS 1953 Bukurešť    | Ferenc Sidó          | Ivan Andreadis    | József Koczian Ladislav Štípek      |
| MS 1954 Londýn      | Ičiró Ogimura        | Tage Flisberg     | Ivan Andreadis Richard Bergmann     |
| MS 1955 Utrecht     | Tošiaki Tanaka       | Žarko Dolinar     | Stephen Cafiero Ferenc Sidó         |
| MS 1956 Tokio       | Ičiró Ogimura        | Tošiaki Tanaka    | Akio Nohira Jošio Tomita            |
| MS 1957 Stockholm   | Tošiaki Tanaka       | Ičiró Ogimura     | Ivan Andreadis Heinz Schneider      |
| MS 1959 Dortmund    | Žung Kuo-tchuan      | Ferenc Sidó       | Richard Miles Ičiró Ogimura         |
| MS 1961 Peking      | Čuang Ce-tung        | Li Furong         | Čang Sie-lin Sü Jin-šeng            |
| MS 1963 Praha       | Čuang Ce-tung        | Li Fu-žung        | Čang Sie-lin Wang Č'-liang          |
| MS 1965 Lublaň      | Čuang Ce-tung        | Li Fu-žung        | Čou Lan-sun Eberhard Scholer        |
| MS 1967 Stockholm   | Nobuhiko Hasegawa    | Micuru Kóno       | Kódži Kimura Eberhard Scholer       |
| MS 1969 Mnichov     | Šigeo Itó            | Eberhard Scholer  | Kendži Kasai Tokio Tasaka           |
| MS 1971 Nagoja      | Stellan Bengtsson    | Šigeo Itó         | Si En-tching Dragutin Šurbek        |
| MS 1973 Sarajevo    | Si En-tching         | Kjell Johansson   | Anton Stipančić Dragutin Šurbek     |
| MS 1975 Kalkata     | István Jonyer        | Anton Stipančić   | Micuru Kóno Norio Takašima          |
| MS 1977 Birmingham  | Micuru Kóno          | Kuo Jüe-chua      | Chuang Liang Liang Ke-liang         |
| MS 1979 Pchjongjang | Seidži Ono           | Kuo Jüe-chua      | Li Čen-š' Liang Ke-liang            |
| MS 1981 Novi Sad    | Kuo Jüe-chua         | Cchaj Čen-chua    | Stellan Bengtsson Dragutin Šurbek   |
| MS 1983 Tokio       | Kuo Jüe-chua         | Cchaj Čen-chua    | Ťiang Ťia-liang Wang Chuej-jüan     |
| MS 1985 Göteborg    | Ťiang Ťia-liang      | Čchen Lung-cchan  | Tcheng I Lo Chuentsung              |
| MS 1987 Nowe Delhi  | Ťiang Ťia-liang      | Jan-Ove Waldner   | Čchen Sin-chua Tcheng I             |
| MS 1989 Dortmund    | Jan-Ove Waldner      | Jörgen Persson    | Andrzej Grubba Jü Šen-tchung        |
| MS 1991 Čiba        | Jörgen Persson       | Jan-Ove Waldner   | Kim Taek-Soo Ma Wen-ke              |
| MS 1993 Göteborg    | Jean-Philippe Gatien | Jean-Michel Saive | Zoran Primorac Jan-Ove Waldner      |
| MS 1995 Tchien-ťin  | Kchung Ling-chuej    | Liou Kuo-liang    | Ting Sung Wang Tchao                |
| MS 1997 Manchester  | Jan-Ove Waldner      | Vladimir Samsonov | Kchung Ling-chuej Jen Sen           |
| MS 1999 Eindhoven   | Liou Kuo-liang       | Ma Lin            | Werner Schlager Jan-Ove Waldner     |
| MS 2001 Ósaka       | Wang Li-čchin        | Kchung Ling-chuej | Ma Lin Chiang Penglung              |
| MS 2003 Paříž       | Werner Schlager      | Ču Se-hjok        | Kchung Ling-chuej Kalinikos Kreanga |
| MS 2005 Šanghaj     | Wang Li-čchin        | Ma Lin            | Michael Maze Oh Sang-Eun            |
| MS 2007 Zábřeh      | Wang Li-čchin        | Ma Lin            | Wang Chao Ju Sung-min               |
| MS 2009 Jokohama    | Wang Chao            | Wang Li-čchin     | Ma Lin Ma Lung                      |
| MS 2011 Rotterdam   | Čang Ťi-kche         | Wang Chao         | Ma Lung Timo Boll                   |
| MS 2013 Paříž       | Čang Ťi-kche         | Wang Chao         | Ma Lung Sü Sin                      |
| MS 2015 Su-čou      | Ma Lung              | Fang Po           | Fan Zhendong Čang Ťi-kche           |
| MS 2017 Düsseldorf  | Ma Lung              | Fan Zhendong      | Sü Sin Lee Sang-su                  |
| MS 2019 Budapešť    | Ma Lung              | Mattias Falck     | Liang Jingkun An Jae-hyun           |
| MS 2021 Houston     | Fan Čen-tung         | Truls Möregårdh   | Liang Jingkun Timo Boll             |